# Poseidon Pond
Der Poseidon Pond ist ein 300 m langer See im ostantarktischen Viktorialand. Er liegt im Thomas Valley im östlichen Teil der Olympus Range.
Das New Zealand Geographic Board benannte ihn 1998 nach Poseidon, dem Gott des Meeres aus der griechischen Mythologie.